# Skyline
En skyline kan beskrives som en bys silhuet i form af et overblik eller et udsnit af dens højeste bygninger og strukturer. Den kan også beskrives som den kunstige horisont, som skabes af byens struktur. En bys skyline giver en god antydning af byens økonomiske kraft i almindelighed, således at jo mere prominent en skyline, en by har, desto større økonomisk magt har byen. Byens skyline kan også betegnes som dens fingeraftryk, eftersom der ikke findes to ens skylines. Billedet af en skyline viser ofte et stort, panoramaagtigt syn af byen. I mange byer, men ikke alle, har skyskrabere en væsentlig betydning for byens skyline. Har byen en stærk planlægning af udviklingen, som det f.eks. er tilfældet i Minneapolis, tenderer dens skyline mod at ligne et kunstigt bjerg på grund af, at de højeste bygninger er koncentreret omkring centrum. 

## Forskellige skylinebilleder
- Dagslys: Et sædvanligvis bredt billede af byens skyline, som den tager sig ud i dagens løb. Morgengry og tusmørke benyttes ofte til at lade solens lys farve billedet.
- Silhuet: En skyline hvor bygningerne flyder sammen i en sort form, så kun deres omrids fremtræder.
- Nattelys: Er en skyline, som den ses om natten. Det mest fremtrædende er lyset inde i bygningerne og reklamer eller illumination udenfor. Ligger byen ved havet eller ved en sø ses byens refleksion i overfladen ofte benyttet til at forskønne billedet.

## De bedste skylines

### De 20 bedste
Listen nedenfor er beregnet efter antallet og højden på hver bys skyskrabere. Den afspejler derfor ikke nødvendigvis byens skønhed, men er et forsøg på opstilling af en objektiv og kvantitativ liste, som modsætning til andre kvalitative mål og bedømmelser. Hjemmesiden The World's Best Skylines (se nedenfor) lister omkring 500 byer og anfører også algoritmen, som er anvendt til prioriteringen. 
1. Hong Kong
2. New York City
3. Tokyo
4. Shanghai
5. Chicago
6. Bangkok
7. Dubai
8. Seoul
9. Singapore
10. Kuala Lumpur
11. Shenzhen
12. Chongqing
13. Guangzhou
14. Manila
15. Toronto
16. Houston
17. Sydney
18. Osaka
19. Moskva
20. Miami

### Bedste skyline fra egne rundt om på jorden
Denne liste har Emporis og Skyscraperpage (henvisninger nedenfor) som kilde:
I USA: New York City, Chicago, Philadelphia, Los Angeles, Boston, Atlanta, Seattle
I Canada: Toronto, Calgary, Montreal
I Øst- og sydøstasien: Hong Kong, Seoul, Singapore, Shanghai, Tokyo
I Australien: Sydney, Melbourne
I Europa: Frankfurt am Main, Paris, Rotterdam, Warszawa
I Mellemøsten: Dubai